# Natação nos Jogos Olímpicos de Verão de 1988 - 100 m peito masculino
A competição dos 100 metros peito masculino da natação nos Jogos Olímpicos de Verão de 1988 foi disputada nos dias 18 e 19 de setembro no  Jamsil Indoor Swimming Pool em Seul, Coreia do Sul.

## Medalhistas
| Ouro   | GBR Adrian Moorhouse |
| Prata  | HUN Károly Güttler   |
| Bronze | URS Dmitry Volkov    |

## Recordes
Antes desta competição, os recordes mundiais e olímpicos da prova eram os seguintes:
| Tipo | Atleta                | Tempo   | Local                       | Data                |
| ---- | --------------------- | ------- | --------------------------- | ------------------- |
|      | Steve Lundquist (USA) | 1:01.65 | Los Angeles, Estados Unidos | 29 de julho de 1984 |
|      | USA Steve Lundquist   | 1:01.65 | Los Angeles, Estados Unidos | 29 de julho de 1984 |

## Resultados

### Eliminatórias
Regra: Os oito nadadores mais rápidos avançam à final A (Q), enquanto os oito seguintes, à final B (q).
| Pos. | Raia | Nadador               | CON                          | Tempo   | Notas |
| ---- | ---- | --------------------- | ---------------------------- | ------- | ----- |
| 1    | 8    | Adrian Moorhouse      | GBR Grã-Bretanha             | 1:02.19 | Q,    |
| 2    | 6    | Victor Davis          | CAN Canadá                   | 1:02.48 | Q     |
| 3    | 8    | Dmitry Volkov         | URS União Soviética          | 1:02.49 | Q     |
| 4    | 8    | Károly Güttler        | HUN Hungria                  | 1:02.80 | Q     |
| 5    | 7    | Gianni Minervini      | ITA Itália                   | 1:02.86 | Q     |
| 6    | 8    | Christian Poswiat     | GDR Alemanha Oriental        | 1:02.99 | Q     |
| 7    | 7    | Richard Schroeder     | USA Estados Unidos           | 1:03.05 | Q     |
| 8    | 7    | Ronald Dekker         | NED Países Baixos            | 1:03.08 | QSO   |
| 8    | 7    | Tamás Debnár          | HUN Hungria                  | 1:03.08 | QSO   |
| 10   | 6    | Aleksey Matveyev      | URS União Soviética          | 1:03.25 | q     |
| 11   | 6    | Alexander Mayer       | FRG Alemanha Ocidental       | 1:03.54 | q     |
| 12   | 8    | Mark Warnecke         | FRG Alemanha Ocidental       | 1:03.56 | q     |
| 13   | 8    | Petri Suominen        | FIN Finlândia                | 1:03.58 | q     |
| 14   | 7    | Hironobu Nagahata     | JPN Japão                    | 1:04.02 | q     |
| 15   | 6    | Daniel Watters        | USA Estados Unidos           | 1:04.04 | q     |
| 16   | 6    | Chen Jianhong         | CHN China                    | 1:04.09 | q     |
| 17   | 6    | James Parrack         | GBR Grã-Bretanha             | 1:04.23 |       |
| 18   | 5    | Kenji Watanabe        | JPN Japão                    | 1:04.35 |       |
| 19   | 7    | Pablo Restrepo        | COL Colômbia                 | 1:04.43 |       |
| 20   | 7    | Raik Hannemann        | GDR Alemanha Oriental        | 1:04.46 |       |
| 21   | 5    | Pierre-Yves Eberle    | SUI Suíça                    | 1:04.53 |       |
| 22   | 5    | Ian McAdam            | AUS Austrália                | 1:04.56 |       |
| 22   | 5    | David Leblanc         | FRA França                   | 1:04.56 |       |
| 24   | 4    | Tsai Hsin-yen         | TPE Taipé Chinês             | 1:04.58 |       |
| 25   | 4    | Radek Beinhauer       | TCH Checoslováquia           | 1:04.61 |       |
| 26   | 3    | Yoon Joo-il           | KOR Coreia do Sul            | 1:04.68 |       |
| 27   | 7    | Étienne Dagon         | SUI Suíça                    | 1:04.71 |       |
| 28   | 6    | Alexander Marček      | TCH Checoslováquia           | 1:04.95 |       |
| 29   | 8    | Thomas Böhm           | AUT Áustria                  | 1:04.96 |       |
| 30   | 5    | Jin Fu                | CHN China                    | 1:05.02 |       |
| 31   | 8    | Cameron Grant         | CAN Canadá                   | 1:05.10 |       |
| 32   | 4    | Joaquín Fernández     | ESP Espanha                  | 1:05.19 |       |
| 33   | 3    | Sidney Appelboom      | BEL Bélgica                  | 1:05.21 |       |
| 34   | 4    | Gary O'Toole          | IRL Irlanda                  | 1:05.34 |       |
| 35   | 3    | Javier Careaga        | MEX México                   | 1:05.37 |       |
| 36   | 5    | Cédric Penicaud       | FRA França                   | 1:05.46 |       |
| 37   | 5    | Cícero Tortelli       | BRA Brasil                   | 1:05.50 |       |
| 38   | 6    | Jan-Erick Olsen       | NOR Noruega                  | 1:05.54 |       |
| 39   | 4    | Anthony Beks          | NZL Nova Zelândia            | 1:05.65 |       |
| 40   | 2    | Alexandre Yokochi     | POR Portugal                 | 1:05.68 |       |
| 41   | 2    | Ng Yue Meng           | SIN Singapura                | 1:05.87 |       |
| 42   | 5    | Eyal Stigman          | ISR Israel                   | 1:05.92 |       |
| 43   | 4    | Sergio López Miró     | ESP Espanha                  | 1:06.08 |       |
| 44   | 3    | Wirmandi Sugriat      | INA Indonésia                | 1:06.22 |       |
| 45   | 3    | Luc van de Vondel     | BEL Bélgica                  | 1:06.24 |       |
| 46   | 4    | Richard Lockhart      | NZL Nova Zelândia            | 1:06.27 |       |
| 47   | 4    | Nikolaos Fokianos     | GRE Grécia                   | 1:06.30 |       |
| 48   | 2    | Lars Sørensen         | DEN Dinamarca                | 1:06.48 |       |
| 49   | 3    | Manuel Gutiérrez      | PAN Panamá                   | 1:06.73 |       |
| 50   | 3    | Patrick Concepcion    | PHI Filipinas                | 1:06.74 |       |
| 51   | 2    | Arnþór Ragnarsson     | ISL Islândia                 | 1:07.93 |       |
| 52   | 2    | Watt Kam Sing         | HKG Hong Kong                | 1:08.03 |       |
| 53   | 3    | Victor Ruberry        | BER Bermudas                 | 1:09.49 |       |
| 54   | 2    | Quách Hoài Nam        | VIE Vietnã                   | 1:10.90 |       |
| 55   | 2    | Kraig Singleton       | ISV Ilhas Virgens Americanas | 1:11.68 |       |
| 56   | 1    | Michele Piva          | SMR San Marino               | 1:13.94 |       |
| 57   | 1    | Amine El-Domyati      | LIB Líbano                   | 1:14.40 |       |
| 58   | 2    | Bazlur Mohamed Rahman | BAN Bangladesh               | 1:14.97 |       |
| 59   | 1    | Gaspar Fragata        | ANG Angola                   | 1:16.18 |       |
| 60   | 1    | Obaid Al-Rumaithi     | UAE Emirados Árabes Unidos   | 1:17.01 |       |
| 61   | 1    | Vivaldo Fernandes     | ANG Angola                   | 1:17.98 |       |
| 062  | 1    | Trevor Ncala          | SWZ Suazilândia              | DNS     |       |

#### Desempate
| Pos. | Raia | Nadador       | CON               | Tempo   | Notas  |
| ---- | ---- | ------------- | ----------------- | ------- | ------ |
| 1    | 4    | Ronald Dekker | NED Países Baixos | 1:02.63 | Q, WD* |
| 2    | 5    | Tamás Debnár  | HUN Hungria       | 1:03.68 | Q      |

* Opted to swim for the consolation final instead.

### Finais

#### Final B
| Pos. | Raia | Nadador           | CON                    | Tempo   | Notas |
| ---- | ---- | ----------------- | ---------------------- | ------- | ----- |
| 9    | 5    | Aleksey Matveyev  | URS União Soviética    | 1:03.01 |       |
| 10   | 4    | Ronald Dekker     | NED Países Baixos      | 1:03.22 |       |
| 11   | 6    | Mark Warnecke     | FRG Alemanha Ocidental | 1:03.40 |       |
| 12   | 3    | Alexander Mayer   | FRG Alemanha Ocidental | 1:03.85 |       |
| 13   | 7    | Hironobu Nagahata | JPN Japão              | 1:03.89 |       |
| 14   | 2    | Petri Suominen    | FIN Finlândia          | 1:04.04 |       |
| 15   | 1    | Daniel Watters    | USA Estados Unidos     | 1:04.17 |       |
| 16   | 8    | Chen Jianhong     | CHN China              | 1:04.72 |       |

#### Final A
| Pos.              | Raia | Nadador           | CON                   | Tempo   | Notas            |
| ----------------- | ---- | ----------------- | --------------------- | ------- | ---------------- |
| Medalha de ouro   | 4    | Adrian Moorhouse  | GBR Grã-Bretanha      | 1:02.04 | Recorde nacional |
| Medalha de prata  | 6    | Károly Güttler    | HUN Hungria           | 1:02.05 |                  |
| Medalha de bronze | 3    | Dmitry Volkov     | URS União Soviética   | 1:02.20 |                  |
| 4                 | 5    | Victor Davis      | CAN Canadá            | 1:02.38 |                  |
| 5                 | 8    | Tamás Debnár      | HUN Hungria           | 1:02.50 |                  |
| 6                 | 1    | Richard Schroeder | USA Estados Unidos    | 1:02.55 |                  |
| 7                 | 2    | Gianni Minervini  | ITA Itália            | 1:02.93 |                  |
| 8                 | 7    | Christian Poswiat | GDR Alemanha Oriental | 1:03.43 |                  |